# Tabarz/Thüringer Wald
Tabarz/Thüringer Wald est une commune et une station climatique allemande de l'arrondissement de Gotha en Thuringe.

## Géographie

Situation de la commune dans l'arrondissement de Gotha

Tabarz/Thüringer Wald est située au sud-ouest de l'arrondissement, dans la forêt de Thuringe, à la limite avec l'arrondissement de Schmalkalden-Meiningen, à 20 km au sud-ouest de Gotha, le chef-lieu de l'arrondissement. La commune est traversée au nord par la Laucha, affluent de l'Hörsel. Le point culminant de la forêt de Thuringe, le Großer Inselsberg qui atteint une altitude de 916 m est situé sur le territoire de la commune.
Communes limitrophes (en commençant par le nord et dans le sens des aiguilles d'une montre) : Waltershausen, Friedrichroda, Floh-Seligenthal, Brotterode et Emsetal.

## Histoire
Trois châteaux forts aujourd'hui complètement disparus, existaient au Moyen Âge dans la forêt, à quelques kilomètres au sud du village.
La première mention du village de Cabarz date de 1397. Dès 1400, il fait partie des possessions de l'abbaye de Reinhardsbrunn. Son économie repose sur l'exploitation des forêts, les mines et la fabrication de charbon de bois.
Les différents villages de Nonnenberg, Cabarz, Klein-Tabarz et Groß-Tabarz ont fait partie du duché de Saxe-Cobourg-Gotha (cercle de Waltershausen). En 1866, Nonnenberg est absorbé par Cabarz. Klein-Tabarz et Groß-Tabarz fusionnent en 1925 et Tabarz et Cabarz s'unissent en 1940.
En 1922, après la création du land de Thuringe, ils sont intégrés au nouvel arrondissement de Gotha avant de rejoindre le district d'Erfurt en 1949 pendant la période de la République démocratique allemande jusqu'en 1990.

## Démographie
Commune de Tabarz dans ses limites actuelles :
| 1910  | 1925  | 1933  | 1939  | 1995  | 2000  | 2005  | 2010  |
| ----- | ----- | ----- | ----- | ----- | ----- | ----- | ----- |
| 2 709 | 4 302 | 3 604 | 3 713 | 4 186 | 4 289 | 4 235 | 4 031 |

## Politique
À l'issue des élections municipales du 7 juin 2009, le Conseil municipal, composé de 16 sièges, est composé comme suit :
| Parti | Nombre de conseillers | Pourcentage de voix |
| ----- | --------------------- | ------------------- |
| SPD   | 9                     | 55,3 %              |
| FDP   | 5                     | 31,2 %              |
| CDU   | 2                     | 13,5 %              |

## Communications
Tabarz est le terminus du tramway Thüringerwaldbahn qui le relie à Friedrichroda et Gotha.
La commune est traversée par la route nationale B88 Eisenach-Ilmenau. La route régionale L1027 rejoint au nord l'autoroute A4 (sortie 41A) et Gotha tandis que la L1024 se dirige au sud vers Brotterode et la route nationale B19 Bad Salzungen-Meiningen.

## Économie
Tabarz est depuis le XIXe siècle une station climatique réputée ainsi qu'une station touristique qui bénéficie de nombreux atouts : promenades, randonnées...

## Jumelages
- Kecel (Hongrie) dans le comitat de Bács-Kiskun ;
- Gladenbach (Allemagne) depuis 1991 dans l'arrondissement de Marbourg-Biedenkopf en Hesse ;
- Vrigne-aux-Bois (France), dans le département des Ardennes en Champagne-Ardenne.